# L'Apprenti Père Noël
 (décembre 2016).
Si vous disposez d'ouvrages ou d'articles de référence ou si vous connaissez des sites web de qualité traitant du thème abordé ici, merci de compléter l'article en donnant les références utiles à sa vérifiabilité et en les liant à la section « Notes et références ».
Pour le film de Luc Vinciguerra, voir L'Apprenti Père Noël (film).
L'Apprenti Père Noël est une série télévisée de Noël d'animation franco-allemande en 48 épisodes de 13 minutes et 2 épisodes de 26 minutes, créée par Jan Van Rijsselberge et Alexandre Révérend, réalisée par Luc Vinciguerra, coproduite par Alphanim, France 5 et Europool et diffusée sur France 5 dans les émissions Midi les Zouzous en 2007 et Zouzous en 2011, la série est diffusée aussi sur TiJi et dans OUFtivi sur La Trois en Belgique. La série a aussi été diffusée sur la chaîne La Chaîne du Père Noël.
Un long métrage d'animation L'Apprenti du Père Noël est sorti le 24 novembre 2010 au cinéma. Il s'agit d'une préquelle de la série réalisée par Luc Vinciguerra sur un scénario original de Alexandre Révérend. Un second long métrage d'animation intitulé L'Apprenti Père Noël et le Flocon magique est sorti le 20 novembre 2013 au cinéma, réalisé lui aussi par Luc Vinciguerra.

## Synopsis
Nicolas Barnsworth, un jeune orphelin originaire d’Australie, est choisi par le Père Noël pour le remplacer lorsque ce dernier prendra sa retraite à l’âge de 163 ans.

## Distribution
- Hélène Bizot : Nicolas Barnsworth
- Florence Dumortier : Solange
- Frédéric Cerdal : le Père Noël
- Nathalie Bienaimé : Tim Tim, Gaspard
- Patrick Pellegrin : Edgar
- Jessie Lambotte : Nic Nac
- Patrick Noérie : voix additionnelles

## Générique
La chanson du générique est écrite par Alexandre Révérend et interprétée par Audrey Joëlle.

## Épisodes

### Première saison
1. Et si ça n'était pas moi ?
2. Le Cadeau de Nicolas
3. Une longue nuit
4. Il n'existe pas
5. Le rival
6. Enveloppé, c'est pesé
7. Le Caprice du Père Noël
8. Le Responsable
9. Le Plus Grand des secrets
10. Jamais contente
11. Le passage du premier grelot
12. Les Guirlandes enguirlandées
13. La Porte secrète
14. Le grand examen
15. Poussière d'étoile
16. Solange est devenue coquette
17. Et après ?
18. Débordé !
19. La Mémoire de Noël
20. La Fiancée du Père Noël
21. L'Outre infernale
22. Le Mobile
23. Le Vieux Magicien
24. Changez tout !
25. Papa Noël
26. Père Noël Playa Club

### Deuxième saison
1. Une vraie famille
2. Le monstre des cadeaux
3. La surprise
4. Le petit fantôme de Noël
5. Un cadeau empoisonné
6. L'ours perdu
7. Plaisir d'offrir
8. Brevet pour un premier jouet
9. Prêt pour le test
10. La météorite
11. Le secret des rennes
12. Les jouets en vrai
13. Trop de chance
14. Métal Mamie
15. On a changé le Père Noël !
16. Le brevet de lutin
17. L'épreuve du mammouth
18. Le perlinlutin
19. Blague à part
20. Le fan du Père Noël
21. Mon beau sapin
22. La remise du pompon d'or
23. L'avant-dernière case de l'Avent (spécial 26 minutes)
24. Embûches de Noël (spécial 26 minutes)

## Suite
l'apprenti père noël (2010)
l'apprenti père noël et le flocon magique (2013)

## Produits dérivés

### DVD
L'intégrale des deux saisons est disponible en coffret DVD.